# Setge de Guardamar (1331)
El setge de Guardamar de 1331 fou una de les batalles de la Guerra de l'Estret.

## Antecedents
En 1306 el consell de Guardamar del Segura, que constava de mil habitants en 1308 va enviar una carta a Jaume el Just afirmava, per mitjà de captius, que sempre que es planejava una ràtzia a territoris de la Procuració General d'Enllà Xixona pensaven a atacar Guardamar perquè era el punt més feble per les condicions del castell i la muralla.
En 1329 els granadins aconseguiren recuperar Algesires, i a principìs de 1330 el Papa Joan XXII tres anys de delmes als reis d'Aragó, Castella i Portugal amb l'obligació de fer almenys una expedició a l'Emirat de Gharnata en la que havien d'acudir personalment.
El 1330, coincidint amb l'atac castellà, amb 500 genets del Regne de Portugal a la frontera occidental, que acabà amb la batalla de Teba, es produí una ràtzia catalana a la frontera murcianoandalusina en el context de la croada contra l'emirat de Gharnata iniciada en 1330: amb la presència d'Alfons XI de Castella al front occidental, les tropes castellanes i valencianes tractaren de causar tots els danys que pogueren a les poblacions de la part oriental, sortint de Llorca.
Amb la treva signada en 19 febrer de 1331 s'acabà la campanya d'Alfons XI de Castella, els granadins van poder concentrar les seves forces, consistents en dos mil cinc-cents homes a cavall i dotze mil a peu, comandats per Abu-l-Nuaym Ridwan ibn Abd Allah a la frontera amb la Corona d'Aragó.
Els granadins, amb reforços arribats del Marroc, des de la seva base d'Algesires, prengueren Gibraltar i Xerès.

## El setge
Els veïns de Guardamar del Segura, tement l'atac, van demanar socors al procurador Guillem de Liminyana, que estava a Oriola, però només Pere de Tona, amb vint-i-set ballesters i llancers va acudir en la defensa de la vila.
Els granadins, encapçalats per Abu-l-Nuaym Ridwan, amb un exèrcit de cinc mil homes a cavall, quinze mil peons, entre ells cinc mil ballesters, i algunes màquines de guerra que llançaven boles de foc, va entrar en el Regne de València per Oriola i en 18 d'octubre de 1331 s'establí el setge i l'endemà Guardamar fou abatut i pres per complet, morint vint-i-dos dels soldats defensors, i la resta, sent capturats amb la resta de la població.

## Conseqüències
L'exèrcit d'Abu-l-Nuaym Ridwan prengué 1.500 captius, i uns altres 1.500 moros de la vall d'Elda, forçats o voluntàriament, per marxar amb ells a l'Emirat de Gharnata. Alguns foren autoritzats a retornar en els anys següents. Tement que els granadins tornessin a atacar Oriola o Alacant, el rei va ordenar al portantveus del procurador reial Jofré Gilabert de Cruïlles reunir tots els cavallers i infants del territori a Alacant a finals d'octubre.
El 1332, Ridwan va atacar de nou la frontera i l'abril va posar setge a Elx, que va aixecar després de talar l'horta en saber que Alfons el Benigne s'acostava amb el seu exèrcit. Després de la retirada, els granadins, amb reforços benimerins van assetjar i prendre Gibraltar.
Jofré Gilabert de Cruïlles, el comanador de l'orde de Montesa Xivert Dalmau de Cruïlles, el noble i adelantado don Joan Manuel i el bisbe de Múrcia acordaren, tots plegats, fer una entrada en terra de moros, la qual eixiria novament de Lorca a finals d'agost de 1333.